# Polizei (Niederlande)

Logo der Nationale Politie

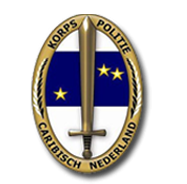
Logo des KPCN

Im europäischen Teil der Niederlande ist die Polizei seit Anfang des Jahres 2013 zentral organisiert (Nationale Politie). Für den karibischen Teil der Niederlande (Bonaire, Sint Eustatius, Saba) gibt es ein eigenständiges Polizeikorps, das Korps Politie Caribisch Nederland.
Die Koninklijke Marechaussee gehört organisatorisch als Teilstreitkraft in den Zuständigkeitsbereich des Verteidigungsministeriums, untersteht aber bei der Ausübung ihrer Aufgaben auch anderen Ministerien.

## Struktur

### Bis 1994
Bis 1994 gab es in den Niederlanden eine zweigliedrige Polizeiorganisation: Alle größeren Gemeinden (insgesamt 148) hatten eine Gemeindepolizei (Gemeentepolitie), die dem Bürgermeister unterstand. Die Staatspolizei (Rijkspolitie) war für kleinere Kommunen und das ganze Staatsgebiet betreffende Sicherheitsaufgaben zuständig und dem Justizminister verantwortlich. Seit dem Inkrafttreten des neuen Polizeigesetzes (Politiewet) am 1. April 1994 sind alle zivilen Polizeiformationen einheitlich organisiert und uniformiert.

### Polizeiregionen 1994 bis 2012
Das Land war in 25 Polizeiregionen (politieregio’s) eingeteilt, die je über ein Regionalkorps (regiokorps) verfügen. Die Leitung der regionalen Polizei oblag einem Korpschef, der von einem Regionalvorstand unterstützt wurde, dem auch Vertreter der örtlichen Stadtverwaltungen und der Justiz angehörten. Der Umfang eines Regionalkorps war von einigen Faktoren abhängig: zum einen der Einwohnerzahl, der Kriminalitätshäufigkeit und der Siedlungsstruktur. Die Regionalkorps untergliederten sich in Bezirke (districten) oder Bereiche (onderdelen). Die Bezirke untergliederten sich häufig in Basiseinheiten (basiseenheden). Jeder Bezirk hat sein eigenes Kriminalkommissariat. Daneben bestehen in jeder Region zwei zentrale Dienste, zum einen die Kriminalpolizei (divisie regionale recherche) und unterstützende Dienste (executieve ondersteuning). Zu ihnen zählten unter anderem die Leitstelle (regionale meldkamer, RMK), Polizeigewahrsam, Verkehrsüberwachung etc.
Jedes Regionalkorps ist selbst organisiert. Wo dem Opportunitätsprinzip Rechnung getragen wird, also welche Aufgaben und welche Straftaten verfolgt werden, konnten die einzelnen Regionalkorps weitgehend selbst bestimmen. Finanzen, Personalstärke, Ausstattung und Liegenschaften wurden durch jedes Regionalkorps eigenverantwortlich entschieden.
Jedes Regionalkorps verfügte über besondere Einheiten. Hierzu zählten die Bereitschaftspolizei (mobiele eenheid, ME) und Festnahmeteams (arrestatieteam) ähnlich Teilen der deutschen Spezialeinheiten (SEK). Darüber hinaus hielten die Regionalkorps noch Teams vor für verdeckte Ermittlungen (politiële infiltratieteams, PIT), Observationsteams, Sondereinsatzkommandos (Bijzondere Bijstandseenheden) für Geiselnahmen und Terrorismusbekämpfung, kriminalpolizeiliche Unterstützungsteams (RechercheBijstandsTeam, RBT), Fachkräfte für die Bekämpfung von Sittlichkeitsdelikten, Teams für die Verkehrsüberwachung (VerkeersHandhavingsTeam, VHT), Teams zur Bekämpfung von Umweltdelikten und Teams zur Aufnahme und Bearbeitung von schweren Verkehrsunfällen (VerkeersOngevallenAnalyse, VOA). Die Teams arbeiteten jedoch teilweise überregional, da nicht jedes Korps eines der genannten Teams hatte.

### Das Korps Landelijke Politie Diensten (KLPD)
Neben den Regionalkorps gab es ein Landespolizeikorps (Korps Landelijke Politiediensten – KLPD), welches seit 2000 direkt dem Innenministerium (Minister van Binnenlandse Zaken en Koninkrijksrelaties) (vorher dem Justizministerium) unterstellt war. Es hatte etwa 4.500 Mitarbeiter. Das KLPD hatte 12 Organisationseinheiten:
- Bahnpolizei (Dienst Spoorwegpolitie)
- Dienststelle für kriminalpolizeiliche Spezialtechnik (Dienst Specialistische Recherche Toepassingen)
- Logistikdienst (Dienst Logistiek)
- Luftpolizei (Dienst Luchtvaartpolitie)
- Nationale Kriminalpolizei (Dienst Nationale Recherche)
- Operative Unterstützung und Koordination (Dienst Operationele ondersteuning en Coördinatie, DOC)
- Reiter- und Hundestaffel (Dienst Levende Have Politie, DLHP)
- Sicherheitsdienst für das Königshaus und den politisch-diplomatischen Führungsbereich (Dienst Koninklijke en Diplomatieke Beveiling, DKDB)
- Verkehrspolizei (Dienst Verkeerspolitie)
- Wasserschutzpolizei (Dienst Waterpolitie)
- Zentrales kriminalpolizeiliches Informationsamt (Dienst Nationale Recherche Informatie, NRI)
- Zentralstelle für das internationale kriminalpolizeiliche Informationswesen (Dienst Internationale Netwerken, IN)

In den Niederlanden waren 2012 etwa 55.000 zivile Polizeibeamte im Dienst. Anfang 2013 wurde das KLPD in die Landelijke Eenheid van de Nationale Politie überführt.

### Gesamtstruktur seit 2013
Anfang des Jahres 2013 fand erneut eine Umstrukturierung der niederländischen Polizei statt. Seit dem ersten Januar 2013 bilden die vormals 25 regionalen Polizeikorps, die niederländische Landespolizei (Korps Landelijke Politiediensten) als landesweite Einheit und das Kooperationszentrum der niederländischen Polizei eine gesamte niederländische Polizei, die Nationale Politie, in der etwa 63.000 Bedienstete beschäftigt sind.
10 Polizeibezirke, denen jeweils ein Leiter vorsteht, die landesweite Einheit und das Polizeidienstzentrum bilden die neue Organisationsstruktur des einheitlichen niederländischen Polizeikorps. Die Polizeibezirke sind
1. Noord Nederland
2. Oost Nederland
3. Midden Nederland
4. Noord Holland
5. Amsterdam
6. Den Haag
7. Rotterdam
8. Zeeland West-Brabant
9. Oost Brabant und
10. Limburg

## Weitere Organisationen

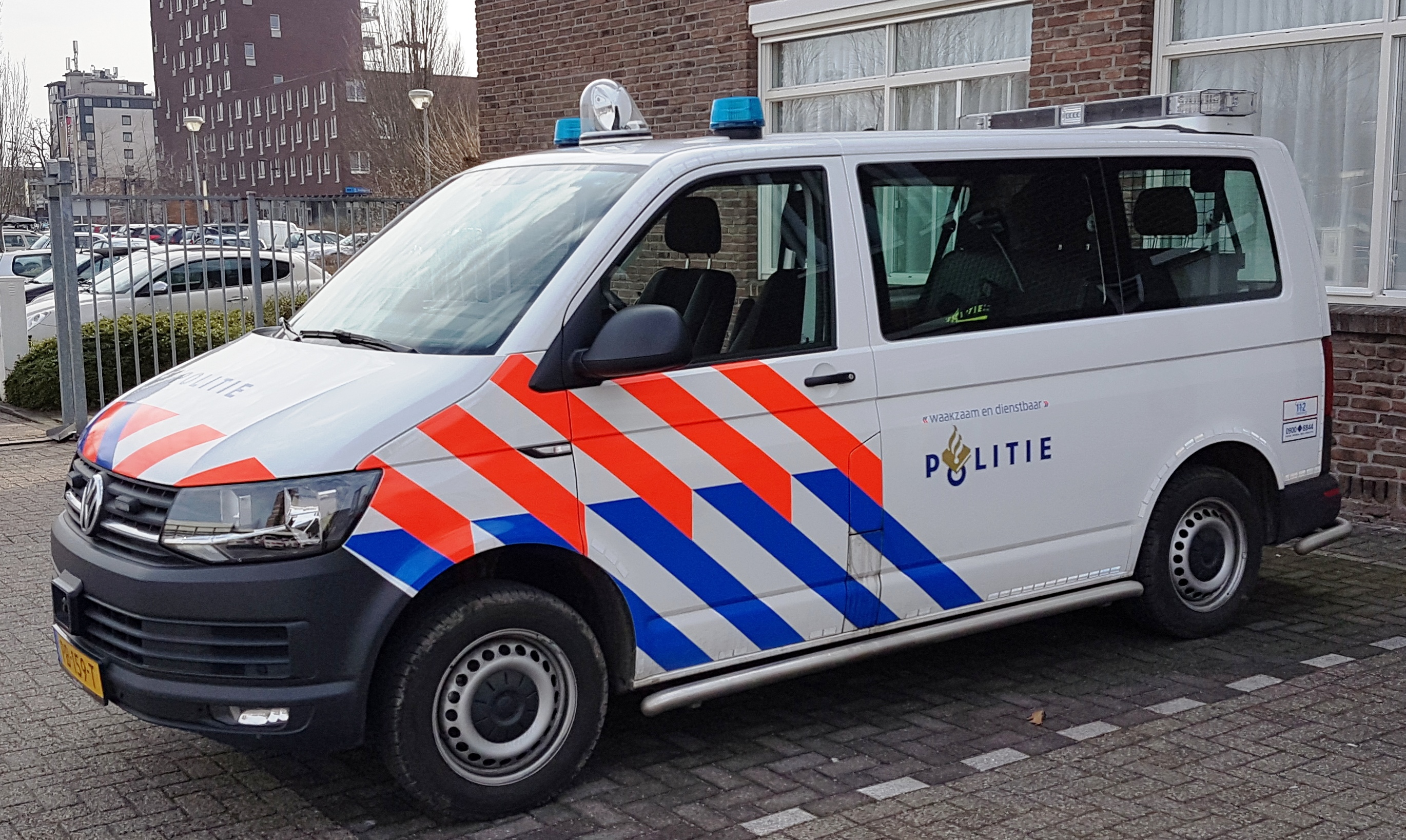
Standard-Einsatzfahrzeug Volkswagen T6

Die Koninklijke Marechaussee gehört organisatorisch als eigene Teilstreitkraft in den Zuständigkeitsbereich des Verteidigungsministeriums, untersteht aber bei der Ausübung ihrer polizeilichen Aufgaben auch anderen Ministerien. Dazu gehören neben dem Grenzschutz, der Bewachung der Flughäfen und der fremdenpolizeilichen Tätigkeit auch der Personenschutz für die Königsfamilie.
Für den karibischen Teil der Niederlande (Bonaire, Sint Eustatius, Saba) gibt es ein eigenständiges Polizeikorps, das Korps Politie Caribisch Nederland. Dieses fällt nicht in den Regelungsbereich des Politiewet 2012.
Zur Unterstützung und Entlastung professioneller Polizeikräfte existieren seit den 1990er Jahren in vielen niederländischen Städten so genannte Stadtwachen (Stadswacht), deren Angehörige zwar uniformiert, aber unbewaffnet sind. Die Aufsicht über die Stadtwachen wird in der Regel von der Polizei wahrgenommen. Daneben gibt es auch freiwillige Polizisten (Vrijwillige Politie), die mit exekutiven Befugnissen, aber meist auf unterer Ebene im Verwaltungs- und Vollzugsdienst eingesetzt werden.

## Grenzüberschreitende Zusammenarbeit
Auf Grundlage des deutsch-niederländischen Polizei- und Justizvertrages vom 2. März 2005 wird die Grenzüberschreitende Zusammenarbeit intensiviert. Der Vertrag trat am 1. September 2006 in Kraft. Beteiligt sind die niederländische Polizei, die Koninklijke Marechaussee, die Bundespolizei und die Polizeien der Länder Nordrhein-Westfalen sowie Niedersachsen.
In Dinxperlo – Gemeinde Aalten – (Niederlande) gibt es seit 1999 eine deutsch-niederländische Polizeiwache. Die Wache ist jeweils mit einem Bezirksbeamten (Wijkagent) aus den Niederlanden und einem Bezirksbeamten aus Deutschland (Kreis Borken) besetzt. Die Dienste werden zusammen in beiden Ländern unternommen.
Im Eurode Business Center im Grenzgebiet zwischen Herzogenrath und Kerkrade befindet sich eine weitere zweistaatliche Polizeiwache, die nach demselben Prinzip organisiert ist.
Seit dem 17. Mai 2005 gibt es in Heerlen (Niederlande) das Euregionale Polizei-Informations-Cooperations-Centrum (EPICC). Hier versehen derzeit 24 Mitarbeiter aus Deutschland, Belgien und den Niederlanden ihren Dienst. Das EPICC verfolgt das Ziel, die grenznachbarschaftliche Zusammenarbeit und den Informationsaustausch zu verbessern.